# Miguel Bombarda
Miguel Augusto Bombarda (Rio de Janeiro, 6 mars 1851 — Lisbonne, 3 octobre 1910) est un médecin, psychiatre et homme politique portugais. Il est surtout connu pour son rôle dans la naissance de la République portugaise.

## Biographie
Il fait ses études à l'École Médico-chirurgicale de Lisbonne, qu'il intègre plus tard en tant que professeur. Il y contribue grandement à la réforme des études médicales. Il devient directeur de l'hôpital de Rilhafoles, où il crée le Laboratoire d'Histologie en 1887.
Républicain et anticlérical convaincu, il devient membre du Parti Républicain portugais en 1909. Il est élu député en août 1910. Membre du comité révolutionnaire qui implante la République au Portugal le 5 octobre 1910, il est considéré comme son chef civil. Il n'assistera pourtant pas à la victoire des républicains : le 3 octobre 1910, quelques heures avant le début de la révolte, il est assassiné par un malade mental de l'hôpital de Rilhafoles. Ses funérailles seront célébrées en même temps que celles de Cândido dos Reis, le 6 octobre.
Il est l'auteur de plusieurs ouvrages médicaux et le fondateur de la revue Médecine Contemporaine (Medicina contemporânea). Il est secrétaire-général du "XVI Congrès International de Médecine et de Chirurgie" qui se réunit à Lisbonne en 1906.

## Référence de traduction
- (pt) Cet article est partiellement ou en totalité issu de l’article de Wikipédia en portugais intitulé « Miguel Bombarda » (voir la liste des auteurs).